# 摩文仁御殿
摩文仁御殿（まぶにうどぅん）は、尚質王の次男・尚弘毅、大里王子朝亮（1647年4月9日（順治4年3月5日） - 1687年1月26日（康煕25年12月13日））を元祖とする琉球王族。第二尚氏の分家で、王国末期に摩文仁間切（現・糸満市摩文仁地区）の按司地頭を務めた琉球王国の大名。
一世・朝亮は尚貞王の摂政を務めた。八世・朝健は総理官となり、マシュー・ペリーの首里城訪問の際には応対している。十世・朝位の時、廃藩置県を迎えた。一世・朝亮が尚貞王より拝領した「摩文仁家の墓」（南風原町）は、沖縄県の指定文化財になっている。

## 系譜
- 一世・大里王子朝亮
- 二世・大里王子朝彝
- 三世・新里按司朝隆
- 四世・大里按司朝頼
- 五世・大里按司朝卿
- 六世・大里按司朝宜
- 七世・摩文仁按司朝祥
- 八世・摩文仁按司朝健
- 九世・石原按司朝藩
- 十世・摩文仁按司朝位
- 十一世・摩文仁朝信